# Манупорт
В археології та антропології манупортом називають природний об'єкт, який був перенесений людиною з його початкового контексту в незмінному вигляді (що відрізняє його від знаряддя). Слово походить від латинських слів manus — «рука» і portare, що означає «носити».
Прикладами манупортів є камені раковини, переміщені з прибережних або річкових районів, а також гальки, знайдені в чужорідних геологічних шарах. Деякі з них належатиь до діяльності давніх гомінін, як, наприклад, галька з Макапансгату в Південній Африці, а також пізніших популяцій, аж до сучасних людей. Привезений з відпочинку на морі
Найдавнішим манупортом вважається червоний камінь з печери в місцевості Макапансгат. Схожий на голову з рисами обличчя (природний «малюнок») камінь є яшмовою галькою. Імовірно, він був підібраний в долині, пронесений від 4,9 до 32 км і залишений в долеритовій печері 2,9-2,5 млн років тому. На гальці немає слідів обробки: південноафриканські австралопітеки, рештки яких знайдені в тих же шарах, не використовували знарядь, — однак знахідка може свідчити про певні символічні уявлення у цих мавп.
Манупорти широко використовуються в дослідженнях міграцій і контактів подібних нам живих істот (як сучасного людей виду, так і інших форм: предкових і побічних). Зокрема, природні об'єкти, перенесені на великі віддалі з місць свого звичного знаходження, залучають до обґрунтування теорії сухопутного мосту Берингії.